# پدکوفا
پدکوفا (به بلغاری: Podkova) روستایی در بلغارستان است که در شهرستان کیرکوفو واقع شده‌است.